# Tomas Davulis
Tomas Davulis, né le 29 mai 1975, est un juriste lituanien, spécialiste en droit du travail, professeur à l'Université de Vilnius, doyen de la Faculté de droit, chargé de cours au département de droit privé, directeur de l'Institut de droit du travail, vice-président de l'Association de juristes lituaniens (LTD), président de l'Association de droit européen en Lituanie (LETA) et rédacteur du code du travail lituanien. 

## Biographie
Tomas Davulis a obtenu la qualification de juriste à la Faculté de droit de l'Université de Vilnius en 1998. Après avoir reçu la bourse de la fondation Adolf et Margot-Krebs-Stiftung il a terminé ses études post-diplôme à l'université de Fribourg-en-Brisgau (en Allemagne) et a soutenu sa thèse de maîtrise en allemand, intitulée « L'impact du droit du travail de l'Union européenne sur le droit des pays candidats à l'adhésion à l'Union européenne, l'exemple de la Lituanie », - (en allemand : Die Auswirkungen des europäischen Arbeitsrechts auf das Recht der Beitrittskandidaten der EU an dem Beispiel Litauens), (directeur de la thèse de maîtrise - Manfred Löwisch. Il a gagné le Prix d'excellence de la Fondation DAAD pour les étudiants étrangers. Le 20 décembre 2002 il a soutenu sa thèse de doctorat, intitulée « Les problèmes d'intégration du droit du travail lituanien dans le système juridique de l'Union européenne » et devient docteur en sciences juridiques. 
Du 12 février 1996 au 31 décembre 1996 et du 27 janvier 1997 à février 1999 il travaille comme juriste à l'Institut de formation et de recherche des syndicats. Du 1er octobre 1996 au 1er octobre 2000 et depuis le 1er novembre 2001 il est conseiller juridique de Litexpo, centre d'exposition lituanien. Depuis septembre 1998 il est assistant, maître de conférences et professeur à la Faculté de droit de l'Université de Vilnius. De 2003 jusqu'à 2012 il est vice-doyen des relations internationales et des sciences de la Faculté de droit de l'Université de Vilnius, coordinateur des relations internationales, vice-doyen du département des études à temps partiel de la Faculté de droit de l'Université de Vilnius. De septembre 2006 au 31 août 2009 il est chef du département de droit du travail à la faculté de droit de l'université de Vilnius. Le 1er décembre il devient chef de l'Institut de droit du travail et depuis 2016 il est chef du Centre de droit du travail. Depuis le 1er septembre 2012 il est doyen de la Faculté de droit de l'Université de Vilnius. Depuis 2016 il est aussi président du conseil d'administration de la clinique juridique de la Faculté de droit de l'Université de Vilnius. De 2010 au 2015 il est membre du conseil d'administration de l'Agence des droits fondamentaux de l'Union européenne.  
Tomas Davulis a participé à la rédaction de lois, telles que le Code du travail de la République de Lituanie (2002), le Code du travail de la République de Lituanie (2019), la loi du travail (2016), la loi des conseils du travail (2004), la loi des comités d'entreprise européens (2004), la loi des garanties pour les travailleurs détachés (2007). 
Depuis 2007 il est membre du réseau d'experts indépendants de la Commission européenne pour la mise en œuvre des directives de droit du travail. Depuis 2004 il est aussi membre du réseau d'experts indépendants de la Commission européenne sur l'égalité entre hommes et femmes au travail, et membre du réseau européen du droit du travail. Tomas Davulis est invité à évaluer les amendements de la Constitution soumis par les comités du Parlement de Lituanie, à donner des avis et à faire des suggestions en tant que scientifique de la faculté de droit de l'université de Vilnius. Il est aussi chef de projet « Modèle juridique et administratif des relations de travail et d'assurance sociale de l'État ». 
Il est auteur et co-auteur de plusieurs ouvrages scientifiques et plus d'une centaine de publications scientifiques. Il a préparé un aperçu du droit du travail lituanien en 2004 pour l'organisation du OIT. Le 16-18 septembre 2008 lors du Congrès européen sur le droit du travail et le droit social, organisé par la Communauté internationale de droit du travail et de la sécurité sociale en Fribourg i.Br. (Allemande) il a présenté un rapport principal sur l'impact du vieillissement de la population sur les systèmes de retraite européens. Le 28 novembre il a participé au séminaire juridique de ELLN « Les défis juridiques de travail dans les cas de la mobilité internationale » à Noordwijk aux Pays-Bas. Il a présenté plusieurs divers rapports lors de conférences internationales et nationales. Tomas Davulis est aussi maître de conférences en droit du travail pour juges, avocats et autres juristes-praticiens, et membre du comité de rédaction de plusieurs magazines juridiques scientifiques étrangers. 
Il est vice-président de la société lituanienne du droit du travail et de la sécurité sociale, président de l'Association lituanienne de droit européen (qui est membre de la FIDE), membre du réseau européen du droit du travail (ELLN), et ancien membre de la commission d'examen du barreau lituanien (jusqu'à 2018). Il était aussi membre de la commission d'examen pour juges (jusqu'à 2012).
Tomas Davulis est Chevalier dans l'ordre des palmes académiques[réf. nécessaire].

## Publications
- 2003 : Lietuvos Respublikos darbo kodekso komentaras (autorių kolektyvas), Vilnius: Justitia;
- 2013 : European Works Counci:l Lithuania. Alphen aan den Rijn: Kluwer Law International, International Encyclopaedia of Laws: Labour Law and Industrial Relations, ed. Roger Blanplain. Suppl. 396, 75 p.
- 2015 : Age Discrimination and Labour Law in Lithuania, In: Age Discrimination and Labour Law, Comparative and Conceptual Perspectives in the EU and Beyond, Kluwer Law International.
- 2017 : Lietuvos teisė, Vilnius: Mykolo Romerio universitetas, 888 p.
- 2017 : Labour law reforms in Eastern and Western Europe, Peter Lang.
- 2018 : Lietuvos Respublikos darbo kodekso komentaras, Registrų centras, 717 p.
- 2018 : Reform des Arbeitsrechts in Litauen: Ein Beispiel des Liberalismus oder die Suche nach Gleichgewicht? Europäische Zeitschrift für Arbeitsrecht , Munich : Verlag C.H. Beck.
- 2020 : Dismissal Protection – the position in Lithuania, In: Restatement of labour law in Europe. Vol. III: Dismissal Protection (Eds. Bernd Waas, Guus Heerma van Voss). Oxford: Hart Publishing.
- 2021 : Savarankiškai dirbančių asmenų teisė į kolektyvines derybas ir teisė į streiką, In: Darbo teisė besikeičiančiame pasaulyje. Liber Amicorum Genovaitė Dambrauskienė, Vilnius.
- 2022 : The public servants and the right to information and consultation, In: Selected papers on occasion of 20th anniversary of the Supreme Administrative Court of Lithuania, Vilnius.